# Аксум
Аксум (тигриња አክሱም) је град у Етиопији. Налази се на северу Етиопије, у региону Тиграј, на око 50 km од границе са Еритрејом.
По подацима из 2005. град има 41.256 становника. Од њих, 75% су православни хришћани, а 25% муслимани и протестанти.
Аксум је од 1. до 10. века био главни град Краљевине Аксум.
Већ вековима важи за свети град Етиопске оријентално-православне цркве. Свештеници ове цркве тврде да се у цркви Богородице Сионске у Аксуму налази заветни ковчег са таблицама на којима је исписано 10 божијих заповести. По легенди, у Аксуму је живела Краљица од Сабе.
Најимпресивнији споменици у Аксуму су стеле. Највиша је висока 24 метра, док је једна од срушених висока 33 метра. Сматра су да су ове стеле биле погребни споменици.
Италијански окупатори су 1937. исекли обелиск из Аксума висок 24 метра и пребацили га у Рим. У Уједињеним нацијама је 1947. договорено да се обелиск врати у Аксум као национални симбол Етиопије, али ово је реализовано тек 2005. Процес рестаурације овог обелиска је и даље у току.
Због своје историјске вредности, археолошко налазиште у Аксуму се од 1980. налази на УНЕСКО листи Светске баштине.
Аксум је данас туристички центар.